# Smysluplné učení
Smysluplné učení je termín vytvořený v rámci teorie učení americkým psychologem Davidem Ausubelem v 60. letech. Vychází z kognitivní psychologie.

## Definice
Termín smysluplného učení (meaningful learning) se řadí do Ausbelovy teorie učení. Tento styl učení spočívá v přiřazení nových informací k existujícím pojmům v našem myšlení. Smysluplné učení pomáhá propojení konceptů. Díky tomu jsou studenti schopní snáze pochopit komplexní souvislosti. Vědomosti získané prostřednictvím této metody jsou dlouhodobější a najdou uplatnění v řešení složitých otázek. Zároveň je ale třeba počítat s delším časem na přípravu vhodného materiálu pro smysluplné učení.

### Memorování
Opakem smysluplného učení je memorování (rote learning). Jedná se o učení pomocí opakování. Slouží k vytvoření základních vědomostí. Neposkytuje hlubší porozumění daného tématu. U memorování chybí propojení mezi novými a již známými informacemi, což může způsobit jejich špatné pochopení. Uplatňuje se během testů, které vyžadují jednoslovné odpovědi.

## Požadavky smysluplného učení
Smysluplné učení vyžaduje tři základní podmínky:
- student má odpovídající předchozí znalosti
- student je motivovaný a chce se učit
- učitel připraví vhodný materiál podle znalostí studenta

## Užití
Podle teorie smysluplného učení jsou vytvořené pojmové mapy, které fungují na principu propojení nových informací (pojmů) s již existujícími koncepty. Pojmové mapování by mělo být součástí vyššího vzdělání, kdy je potřeba, aby student měl hlubší znalosti a dobře rozuměl daným souvislostem ve vyučované látce.